# Subida Ubrique-Benaocaz
Subida Ubrique-Benaocaz ist eine temporäre Motorsport-Rennstrecke in Spanien. Die Bergrennstrecke befindet sich in der Provinz Cádiz in Andalusien.
Die rund 4450 Meter lange Bergrennstrecke beginnt auf der Carretera A-373 am westlichen Ortsausgang von Ubrique und endet kurz vor Benaocaz mit einem Höhenunterschied von 307 Metern. Die durchschnittliche Steigung beträgt 6,97 % und die maximale Steigung ist 9,80 %.
Auf dieser Rennstrecke wird seit 1995 das Campeonato de España de Montaña ausgetragen und sie war auch lange Bestandteil der Europa-Bergmeisterschaft (offiziell FIA European Hill Climb Championship). Die 27ª Subida Internacional Ubrique-Benaocaz fand am 27. März 2023 statt.

## Fahrzeuge
Nach den FIA-Regeln sind folgende Fahrzeuge zugelassen:
Kategorie I – Produktionswagen
- Gruppe N – Produktionswagen
- Gruppe A – Tourenwagen (inkl. World Rally Cars und Super 1600)
- Gruppe SP – Superproduktionswagen
- Gruppe S20 – Super 2000-Fahrzeuge (Rallye und Rundstrecke)
- Gruppe GT – Fahrzeuge der Klassen GT1, GT2 und GT3

Kategorie II – Rennwagen
- Gruppe CN – Produktionssportwagen
- Gruppe D/E2-SS – Ein- oder zweisitzige Rennwagen einer internationalen Formel oder formelfrei mit einem maximalen Hubraum von 3000 cm³. Meist Formel-3- oder Formel-300-Fahrzeuge.
- E2-SC – Zweisitzige Sportwagen bis 3000 cm³
- E2-SH – Silhouetten-Tourenwagen